# Козій Ярослав Васильович
Ярослав Васильович Козій (4 червня 1957, с. Більче-Золоте, Україна — 4 жовтня 2020, м. Борщів, там само) — український педагог, громадсько-політичний діяч.

## Життєпис
Ярослав Козій народився 4 червня 1957 року у селі Більче-Золоте Борщівського району Тернопільської области України.
Закінчив історичний факультет Кам'янець-Подільського педагогічного інституту (1978, нині національний університет). 
Працював: 
- учителем історії та суспільствознавства Озерянської і Глибочецької середніх шкіл Борщівського району (1978—1980);
- на громадській роботі;
- головою Борщівської районної ради (1998—2002);
- директором Борщівського агротехнічного коледжу (2002—2020[1]).

Депутат Борщівської районної ради 4-х скликань.
Помер 4 жовтня 2020 року.